# Minori Hayakari
Minori Hayakari (japanisch 早狩実紀 Hayakari Minori; * 29. November 1972 in Uji, Präfektur Kyōto) ist eine japanische Leichtathletin, die sich auf den Hindernislauf spezialisiert hat, aber auch im Mittel- und Langstreckenlauf an den Start geht.

## Sportliche Laufbahn
Erste internationale Erfahrungen sammelte Minori Hayakari bei den Crosslauf-Weltmeisterschaften 1990 in Aix-les-Bains, bei denen sie nach 14:32 min den neunten Platz in der U20-Wertung belegte und in der Team-Wertung die Silbermedaille gewann. Im Jahr darauf wurde sie bei den Crosslauf-Weltmeisterschaften in Antwerpen nach 14:42 min Achte in der U20-Wertung und gewann diesmal in der Teamwertung die Bronzemedaille. Zudem qualifizierte sie sich im 3000-Meter-Lauf für die Weltmeisterschaften in Tokio, bei denen sie aber mit 9:14,02 min den Finaleinzug verpasste. In den folgenden Jahren bestritt sie ausschließlich Rennen im Crosslauf, ehe sie 1995 im 1500-Meter-Lauf an der Sommer-Universiade in Fukuoka teilnahm und dort in 4:16,12 min den sechsten Platz belegte. 1997 startete sie bei den Ostasienspielen in Busan und gewann dort in 2:07,65 min die Silbermedaille im 800-Meter-Lauf hinter der Chinesin Zhang Jian und sicherte sich über 1500 Meter in 4:21,37 min die Bronzemedaille hinter der Chinesin Liu Jianying und ihrer Landsfrau Yoshiko Ichikawa. 1999 nahm sie über 1500 Meter an den Hallenweltmeisterschaften in Maebashi, schied dort aber mit 4:25,03 min im Vorlauf aus.
Bei den Crosslauf-Weltmeisterschaften 2002 in Dublin erreichte sie nach 14:42 min im Kurzrennen Rang 51. Drei Jahre später wurde sie bei den Crosslauf-Weltmeisterschaften in Saint-Étienne nach 14:25 min 36. im Kurzrennen. Anschließend nahm sie im Hindernislauf an den Weltmeisterschaften in Helsinki teil und erreichte dort auch das Finale, in dem sie nach 9:48,97 min auf dem zwölften Platz einlief. Im November siegte sie dann in Kōbe erstmals bei einem Halbmarathon-Rennen nach 1:12:27 h. Im Jahr darauf erreichte sie bei den Crosslauf-Weltmeisterschaften in Fukuoka nach 14:33 min Rang 73 wurde im September beim IAAF World Cup in Athen in 9:49,49 min Achte im Hindernislauf. 2007 startete sie bei den Weltmeisterschaften in Osaka, konnte dort ihren Vorlauf im Hindernislauf aber nicht beenden. Im Jahr darauf verbesserte sie in Belgien den Nationalrekord im Hindernislauf auf 9:33,93 min und qualifizierte sich damit im Alter von 35 Jahren für die Teilnahme an den Olympischen Spielen in Peking, bei denen sie aber mit 9:49,70 min den Finaleinzug verpasste.
Auch bei den Leichtathletik-Weltmeisterschaften 2009 in Berlin scheiterte sie mit 9:39,28 min in der Vorrunde, gewann anschließend aber bei den Ostasienspielen in Hongkong in 10:07,01 min die Silbermedaille hinter der Chinesin Li Zhenzhu. Im Jahr darauf erreichte sie beim Continentalcup in Split in 10:04,97 min Rang neun und nahm anschließend an den Asienspielen in Guangzhou teil, bei denen sie in 10:01,25 min die Bronzemedaille hinter der Inderin Sudha Singh und Jin Yuan aus China gewann. 2011 siegte sie dann bei den Asienmeisterschaften in Kōbe mit neuem Meisterschaftsrekord von 9:52,42 min und schied anschließend bei den Weltmeisterschaften in Daegu mit 10:05,34 min im Vorlauf aus.
2015 siegte sie beim Athen-Marathon nach 2:52:06 h. 2018 stellte sie im 2000-Meter-Hindernislauf mit 6:51,51 min einen Weltrekord in der Ü45-Altersklasse und siegte damit bei den World-Masters-Meisterschaften in Málaga.
In den Jahren von 2006 bis 2011 wurde Hayakari japanische Meisterin im Hindernislauf und siegte 1996 über 800 und 1500 Meter.

## Bestleistungen
- 800 Meter: 2:05,82 min, 8. Juni 1996 in Osaka
- 1000 Meter: 2:44,33 min, 19. Juni 2002 in Yokohama
- 1500 Meter: 4:12,86 min, 19. September 2005 in Yokohama
  - 1500 Meter (Halle): 4:25,03 min, 5. März 1999 in Maebashi
- Meile: 4:35,44 min, 15. Juni 2002 in Amagasaki
- 2000 Meter: 5:53,70 min, 6. Juli 2002 in Hiratsuka
- 3000 Meter: 9:14,02 min, 24. August 1991 in Tokio
- 5000 Meter: 15:11,42 min, 23. Juli 2005 in Heusden-Zolder
- Halbmarathon: 1:12:27 h, 7. November 2005 in Kōbe
- Marathon: 2:52:06 h, 8. November 2015 in Athen
- 3000 m Hindernis: 9:33,93 min, 20. Juli 2008 in Heusden-Zolder (japanischer Rekord)